# Fals
Fals – miejscowość i gmina we Francji, w regionie Nowa Akwitania, w departamencie Lot i Garonna.
Według danych na rok 1990 gminę zamieszkiwały 273 osoby, a gęstość zaludnienia wynosiła 29 osób/km² (wśród 2290 gmin Akwitanii Fals plasuje się na 906. miejscu pod względem liczby ludności, natomiast pod względem powierzchni na miejscu 1105.).